# シフィェンティクシシュ県
シフィェンティクシシュ県（Świętokrzyskie Voivodeship (ポーランド語: województwo świętokrzyskie [vɔjɛˈvut͡stfɔ ɕfjɛntɔˈkʂɨskʲɛ] ( 音声ファイル))）は、ポーランド南東部の県である。シフィェンティクシシュは「聖十字架」を意味し、これは県内にあるシフィェンティクシシュ山（聖十字架山）に由来する。
県都はキェルツェ。シロンスク県、マウォポルスカ県、ウッチ県、マゾフシェ県、ポトカルパチェ県、ルブリン県と接している。

## 地域区分
- 郡 (powiat)
  - ブスコ・ズドルイ郡 (Powiat buski)
  - イェンジェユフ郡 (Powiat jędrzejowski)
  - カジミェシュ郡 (Powiat kazimierski)
  - キェルツェ郡 (Powiat kielecki)
  - コンスキェ郡 (Powiat konecki)
  - オパトゥフ郡 (Powiat opatowski)
  - オストロヴィエツ郡 (Powiat ostrowiecki)
  - ピンチュフ郡 (Powiat pińczowski)
  - サンドミェシュ郡 (Powiat sandomierski)
  - スカルジスコ・カミェンナ郡 (Powiat skarżyski)
  - スタラホヴィツェ郡 (Powiat starachowicki)
  - スタシュフ郡 (Powiat staszowski)
  - ヴウォシュチョーヴァ郡 (Powiat włoszczowski)
- 特別市
  - キェルツェ (Kielce)

## 観光地

### サンドミェシュ（Sandomierz）
ポーランドで最も古い街の一つ。第二次世界大戦の破壊を免れ、中世の美しい街並みを今にとどめる。新石器時代から人が住んでおり、12世紀にはポーランド王国の主要都市の一つとして記録されている。13世紀にはモンゴル軍の侵攻により、14世紀にはリトアニア系住民の暴動により、街は荒らされたが、その度に修復された。18世紀のポーランド分割によりオーストリア帝国に併合されたが、第一次世界大戦後のポーランド独立とともにポーランド領に復帰。この街では近代工業化が行われなかったため、中世からの歴史的街並みがそのまま保存されている。公式サイト（英語・ポーランド語・ドイツ語）あり。

## ギャラリー

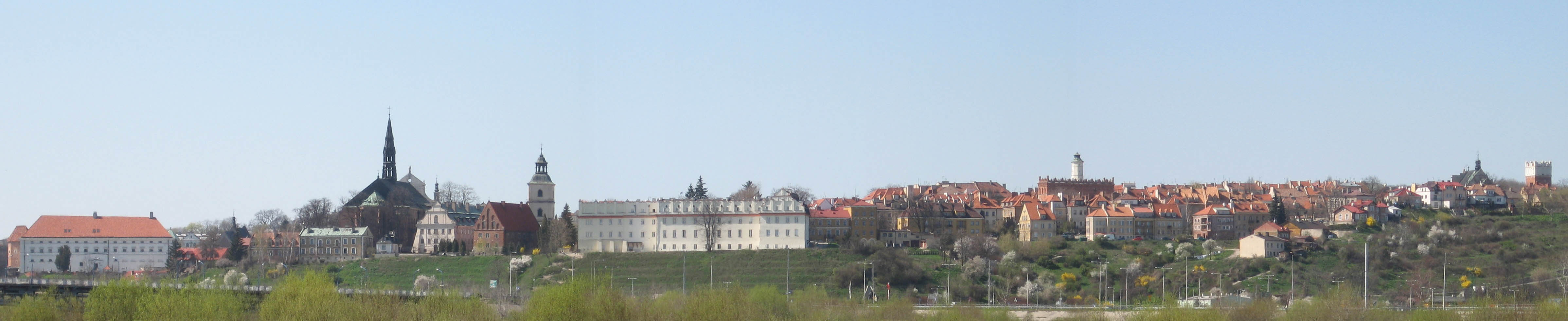
サンドミェシュ遠景
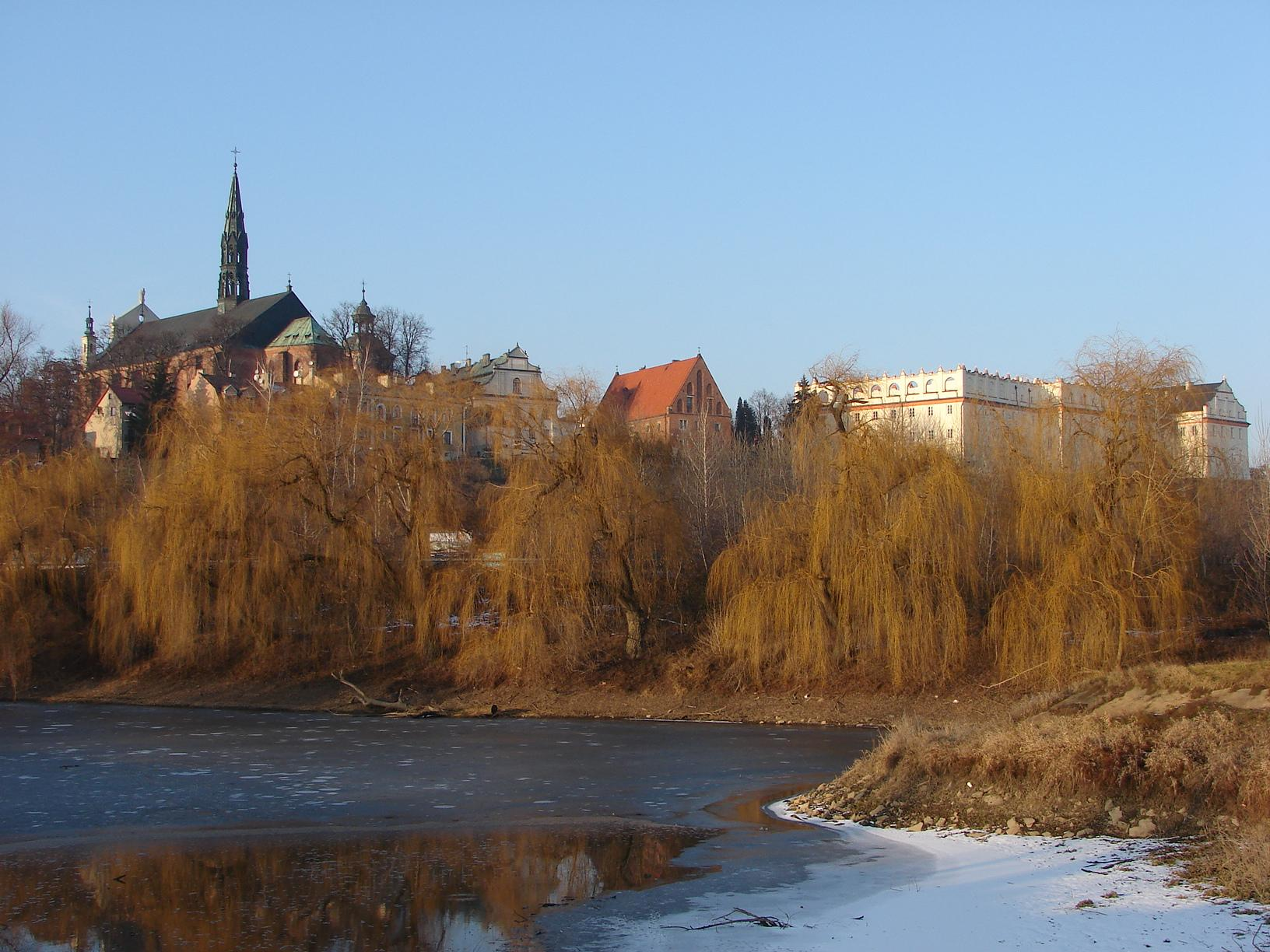
サンドミェシュ
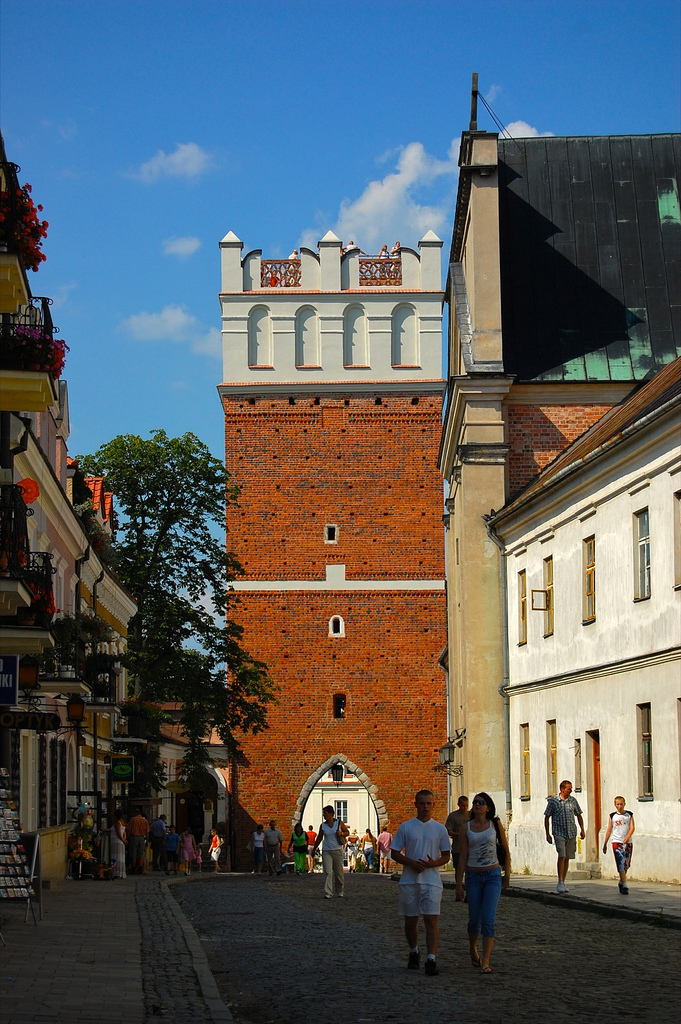
オパトフスカ門
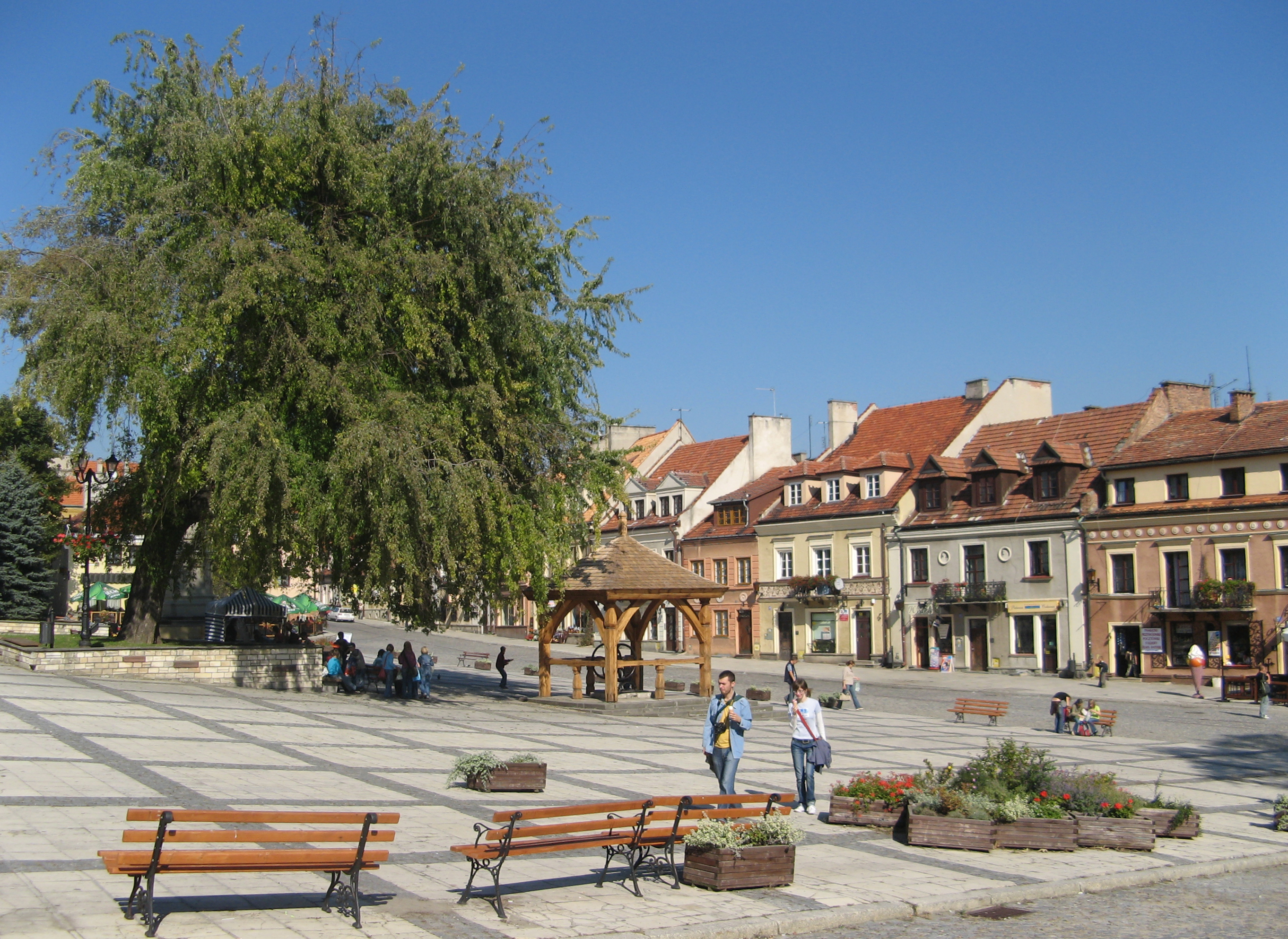
旧市街広場
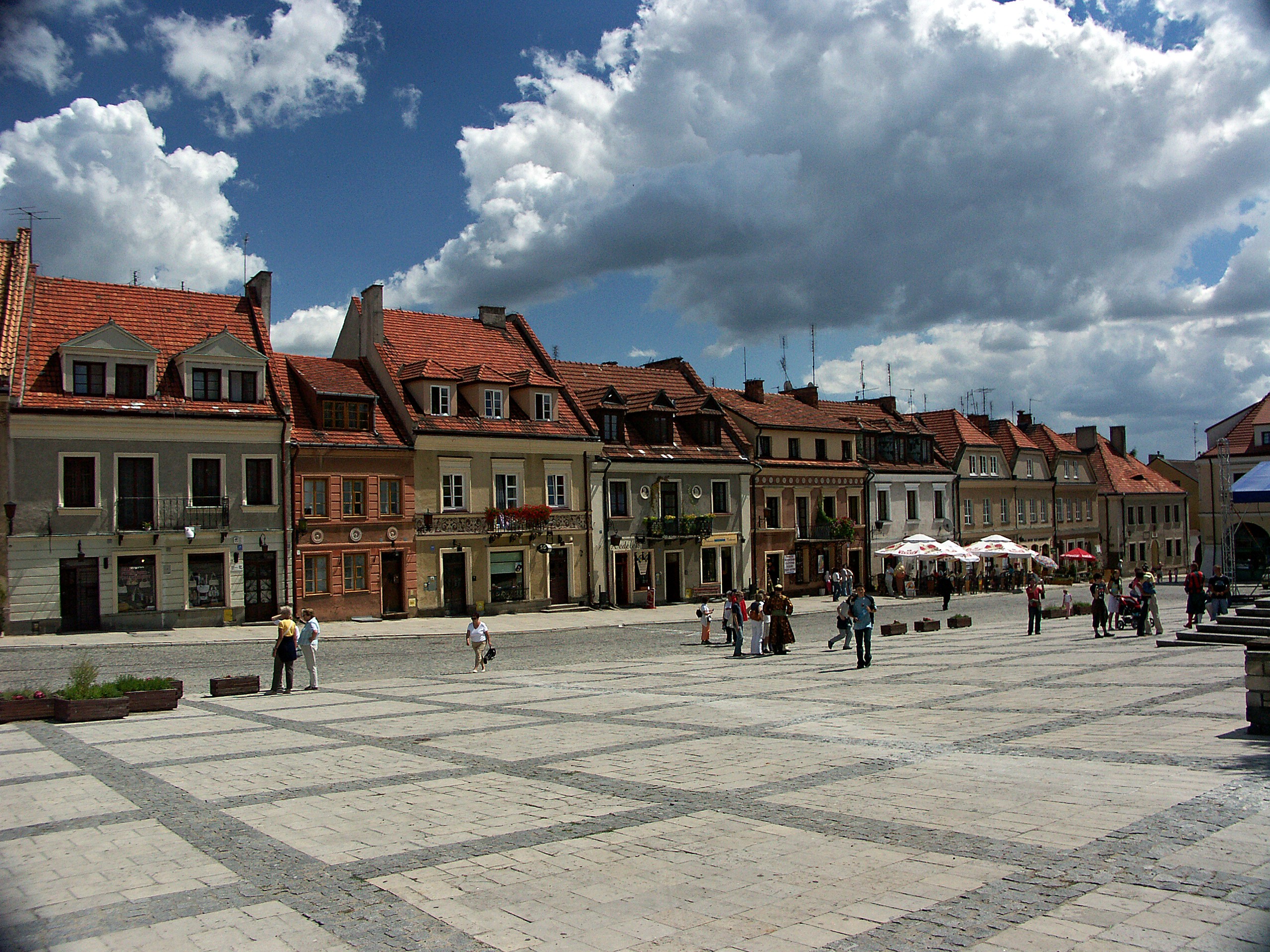
旧市街広場
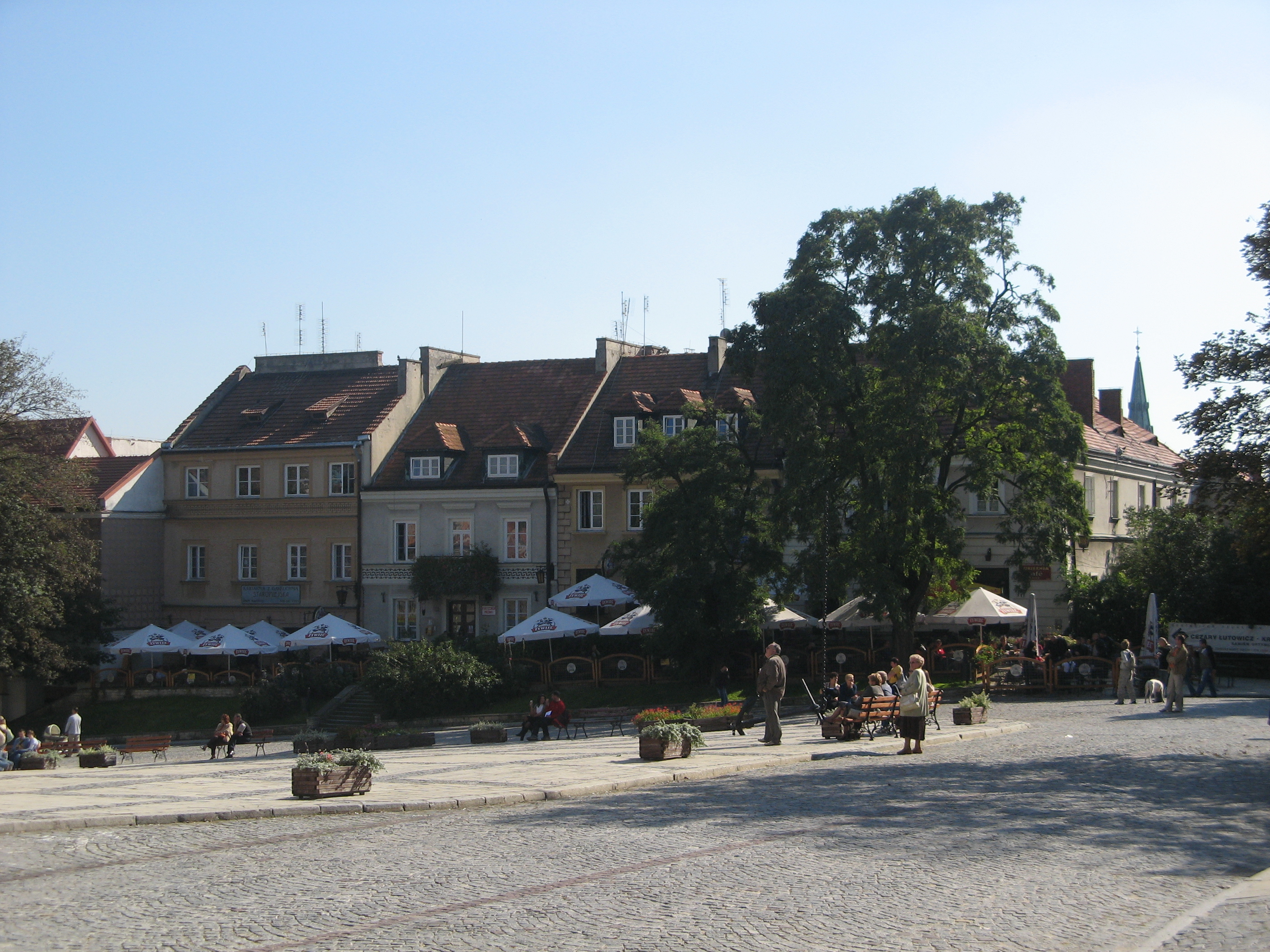
旧市街広場
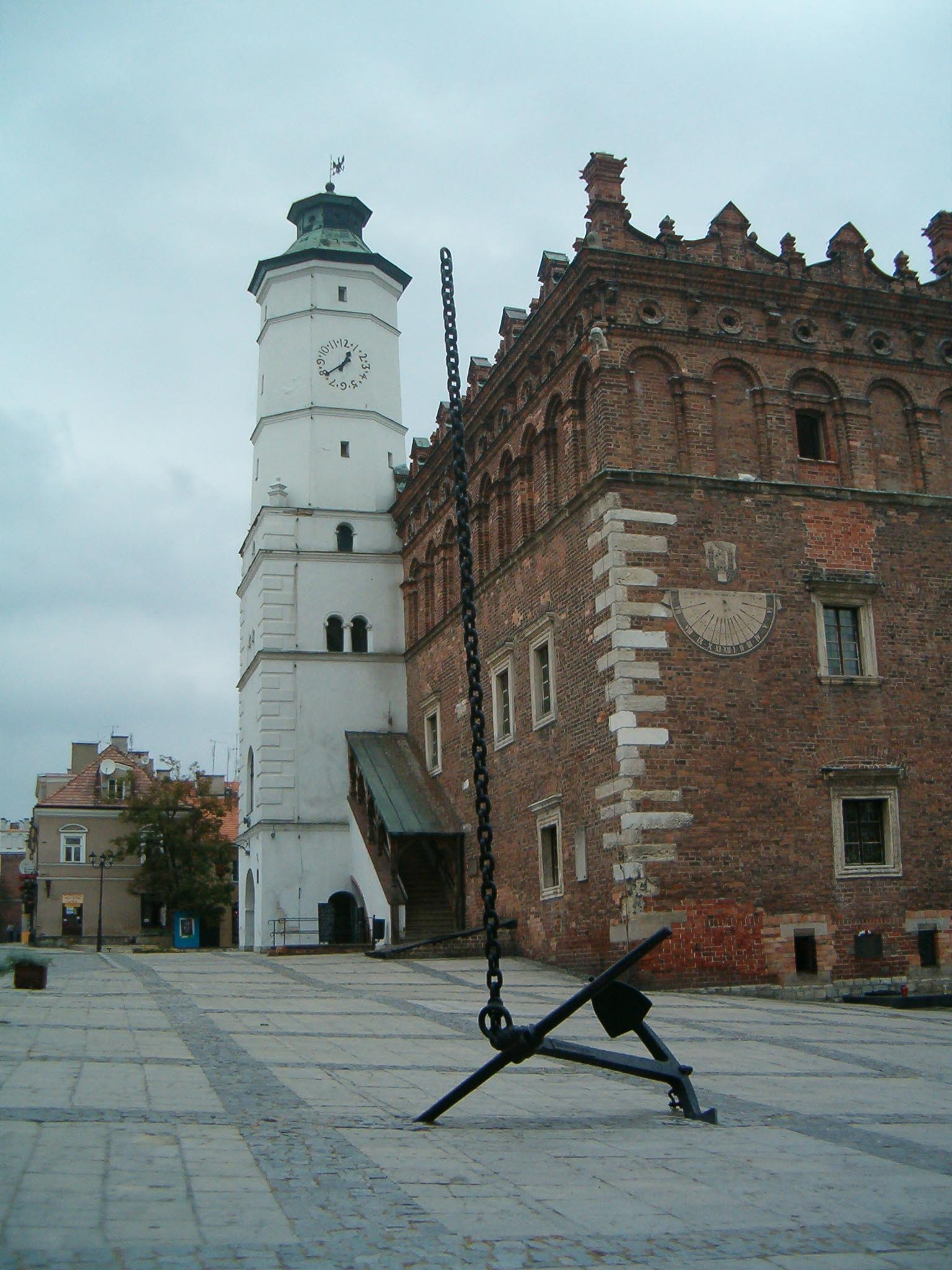
旧市街広場
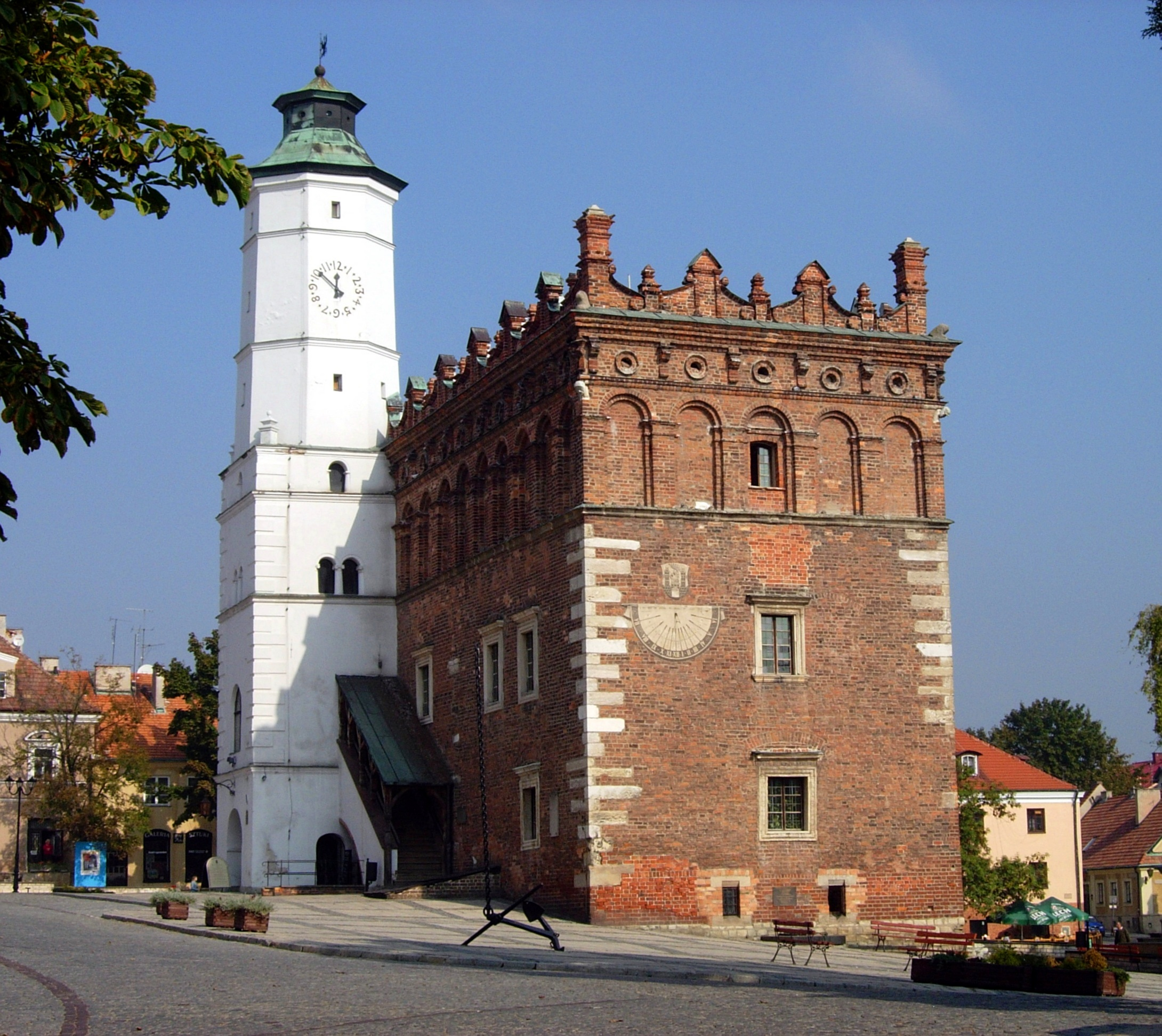
旧市庁舎
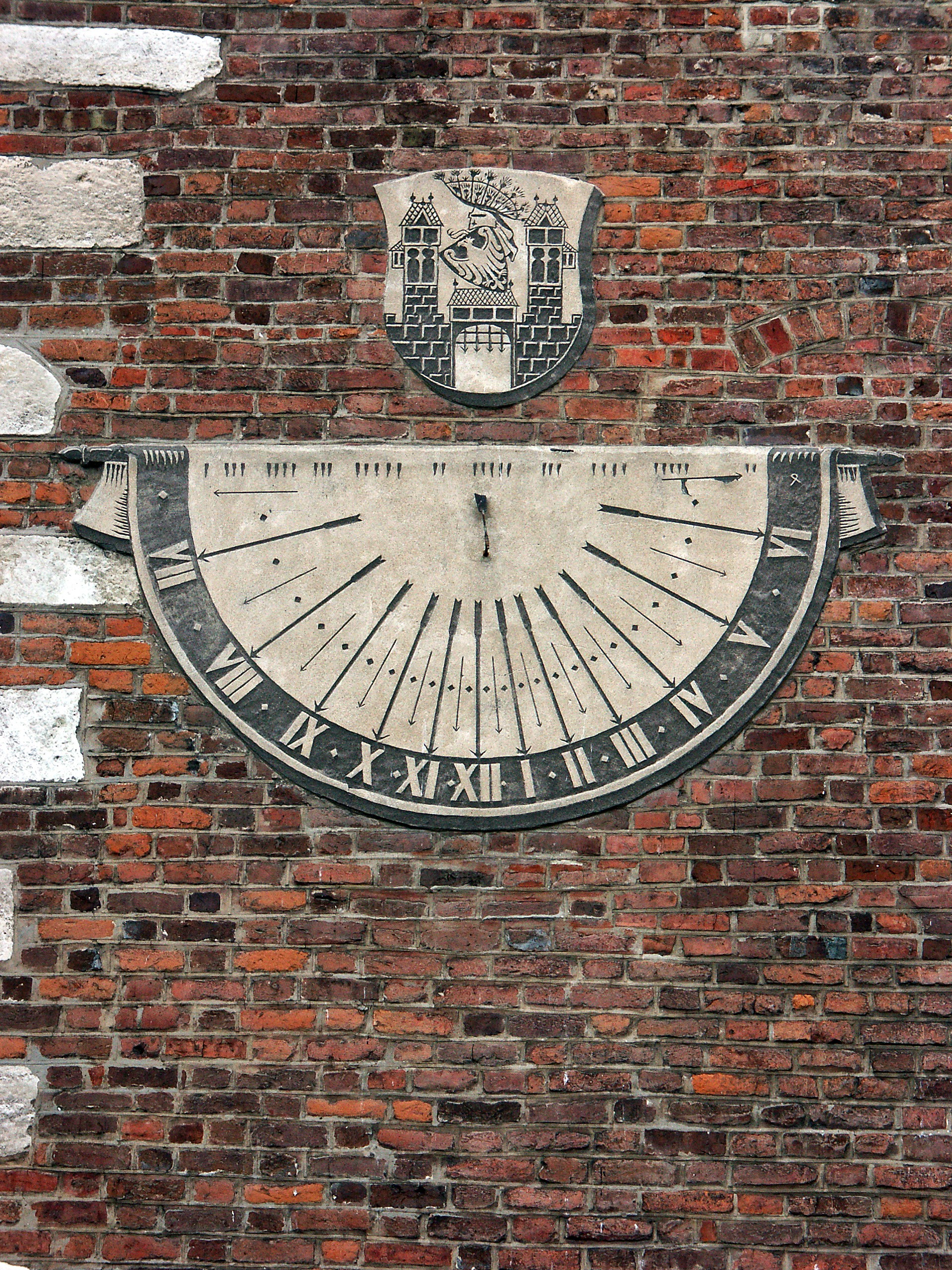
市庁舎の日時計
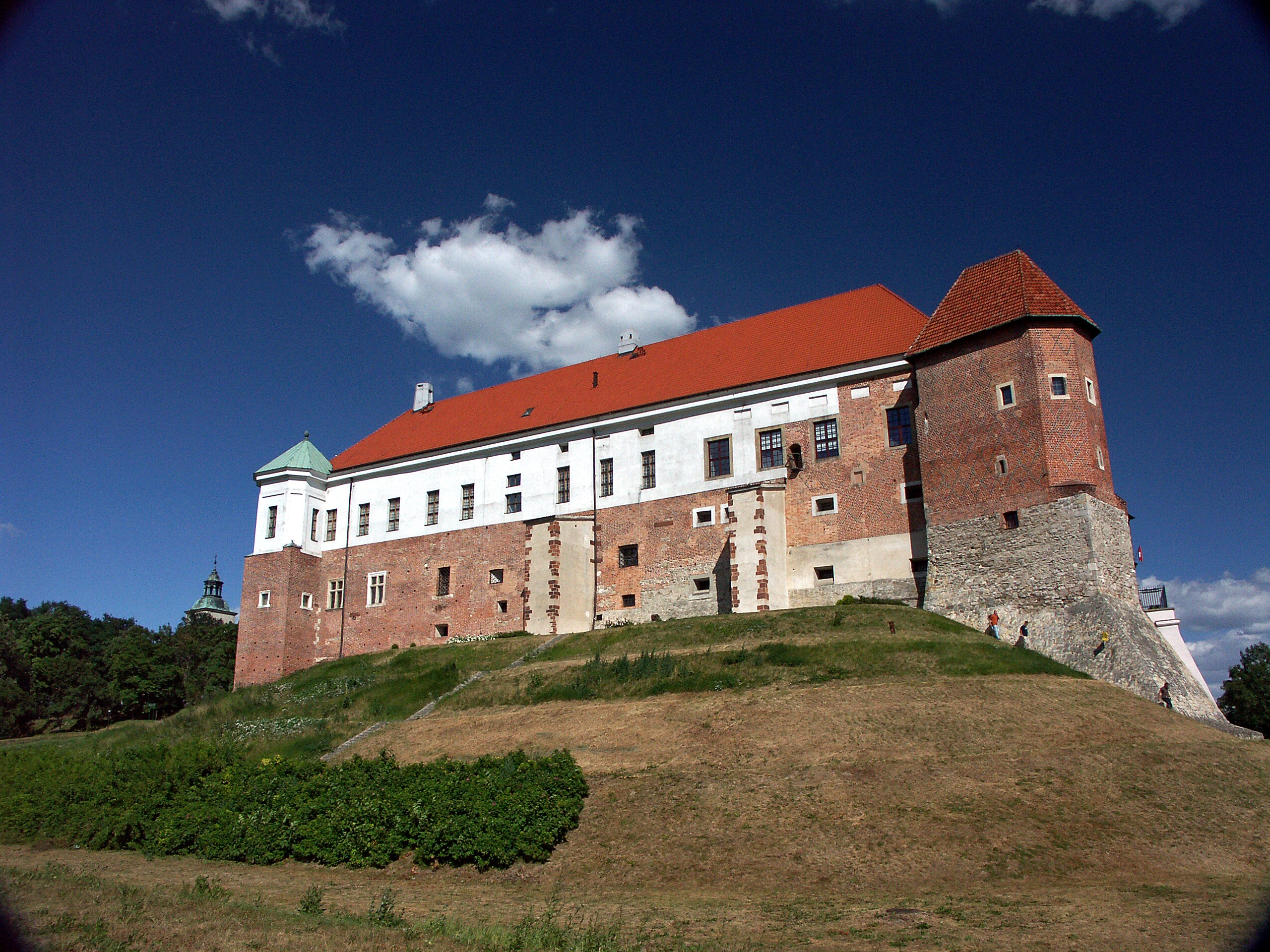
サンドミェシュ城
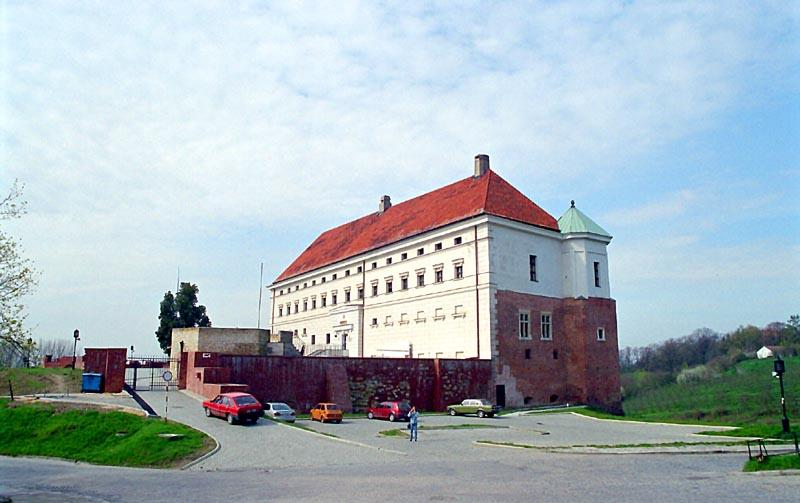
城の入り口
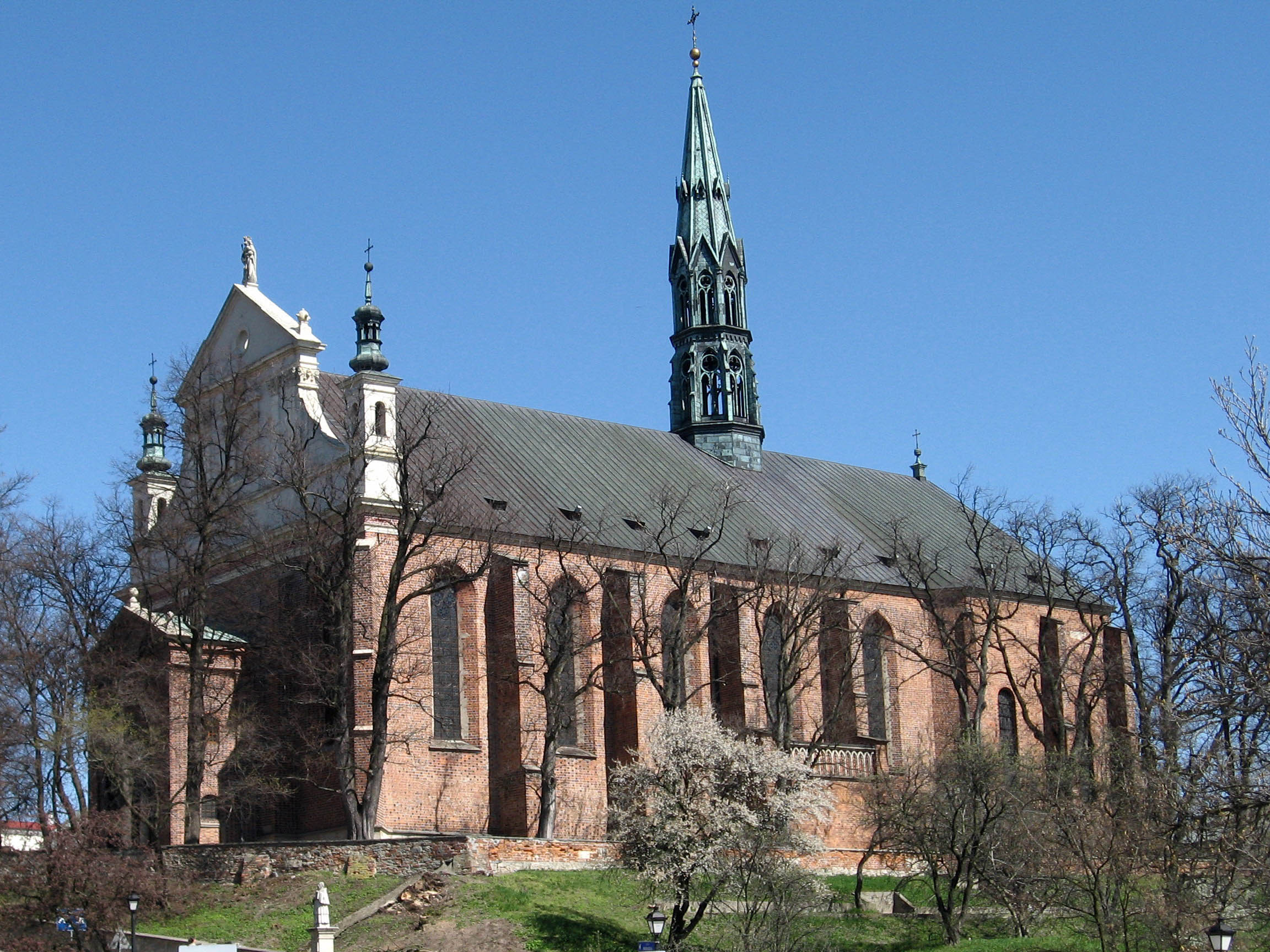
サンドミェシュ大聖堂
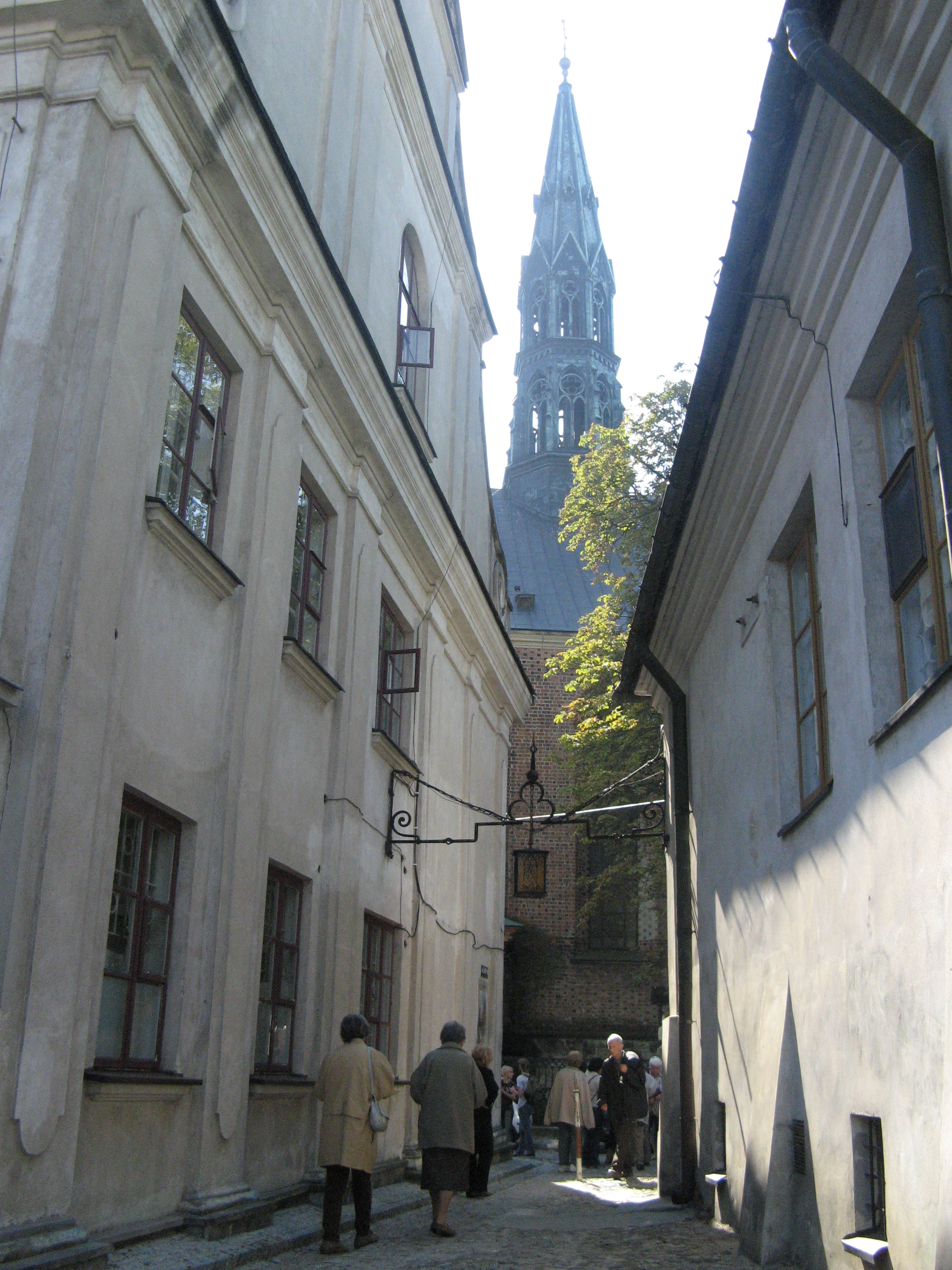
大聖堂へつづく小道
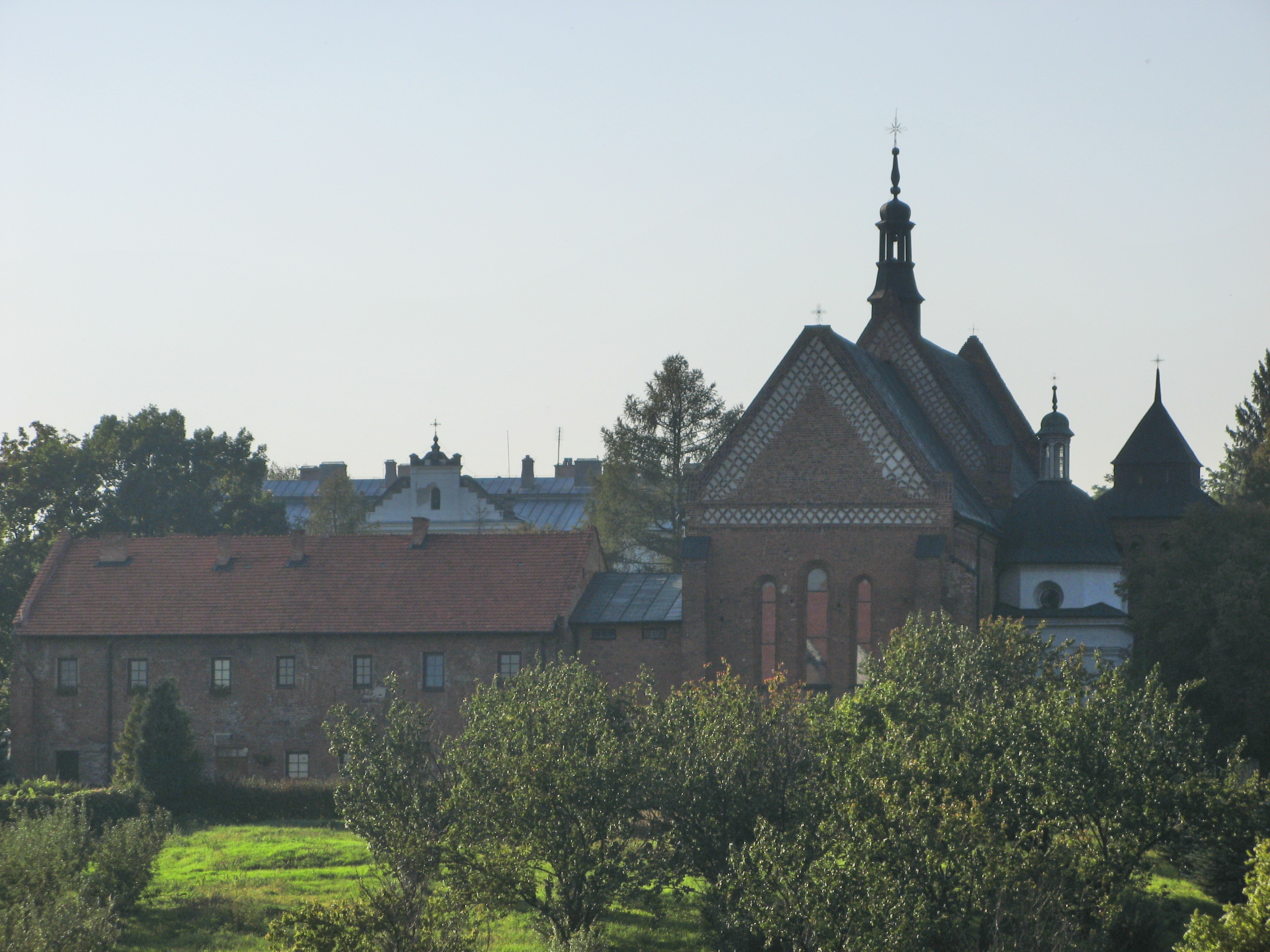
聖ヤクブ教会
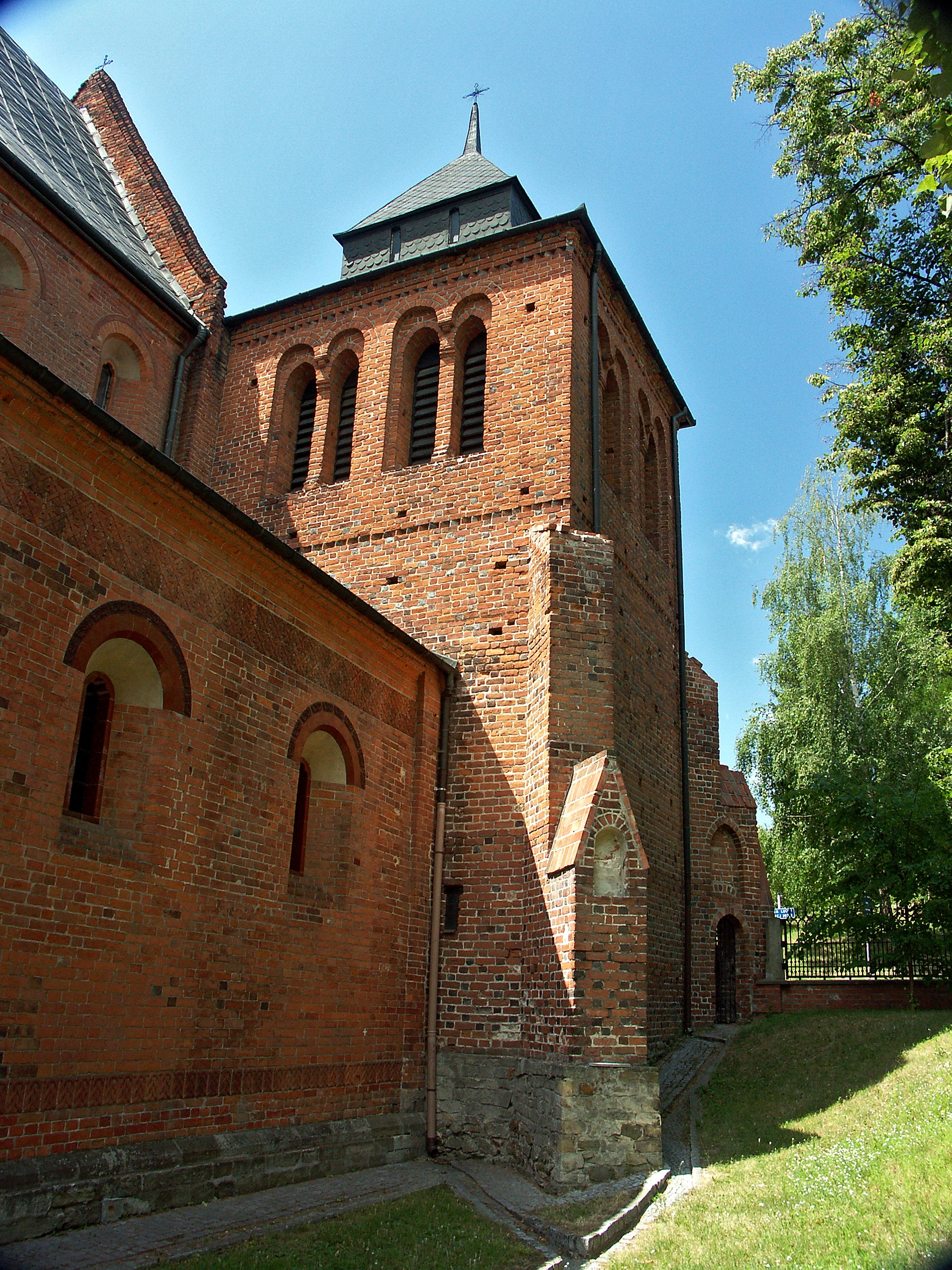
聖ヤクブ教会
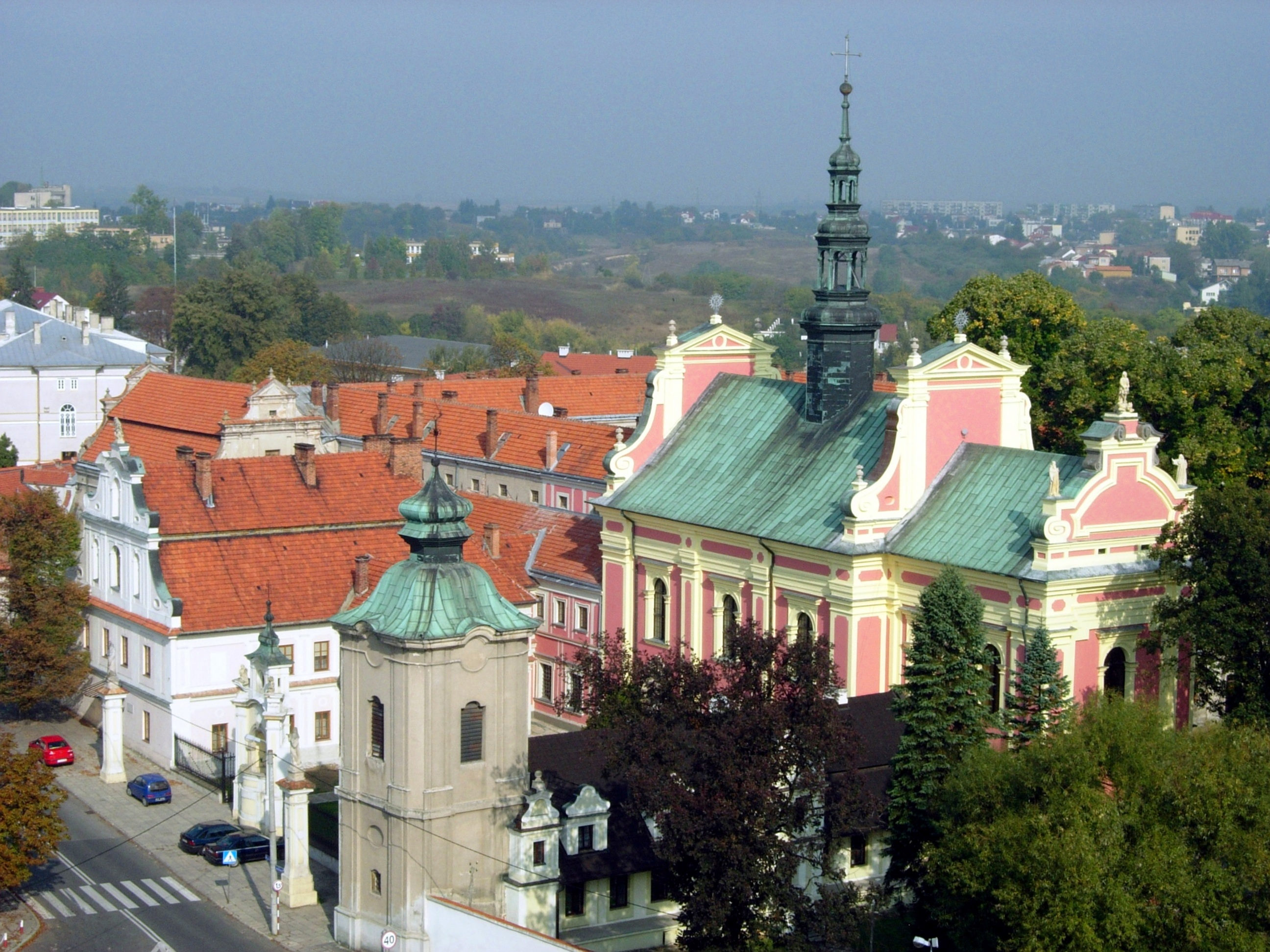
聖ミカエル教会
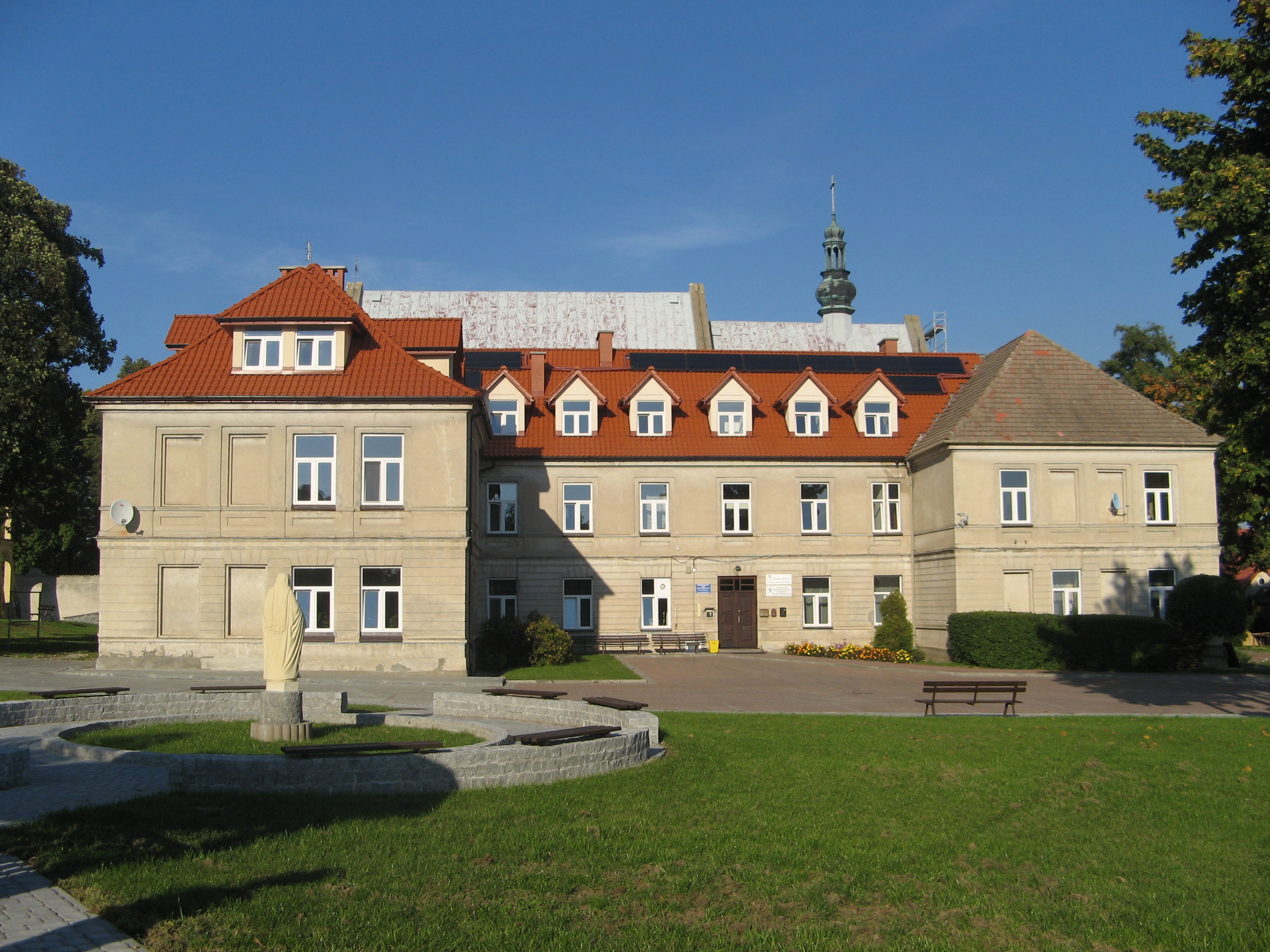
聖ユゼフ教会
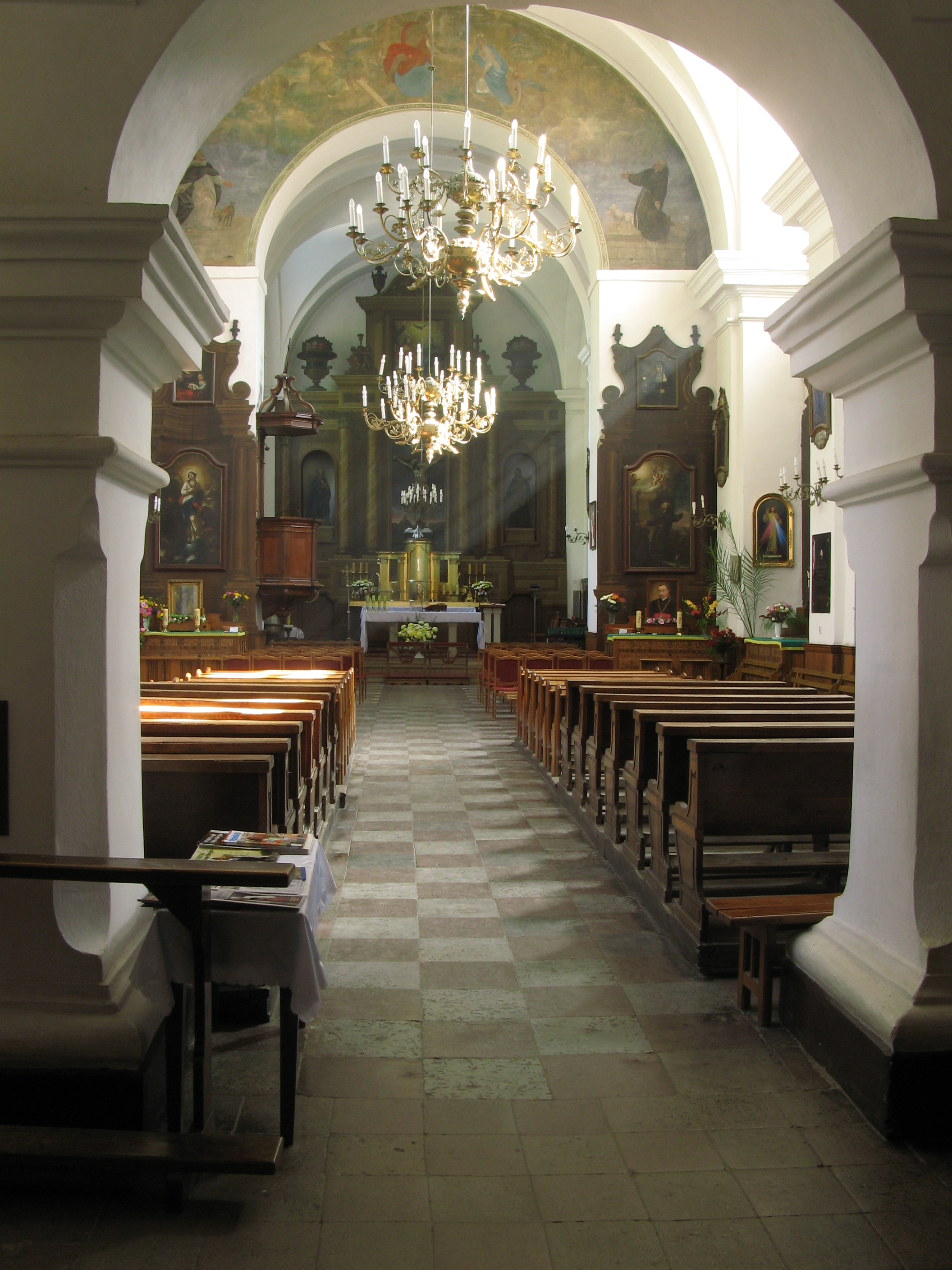
聖ユゼフ教会
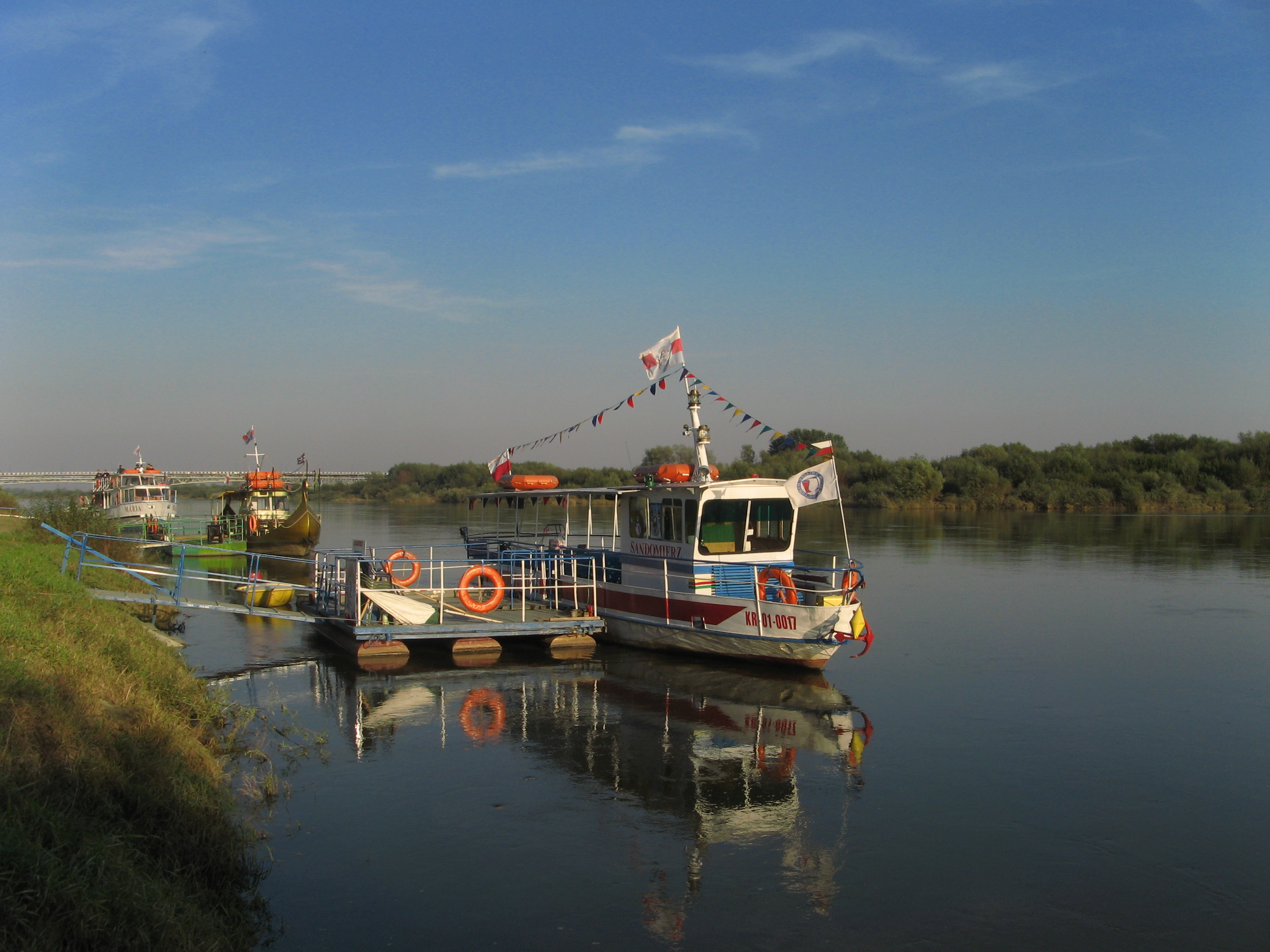
ヴィスワ川の遊覧船
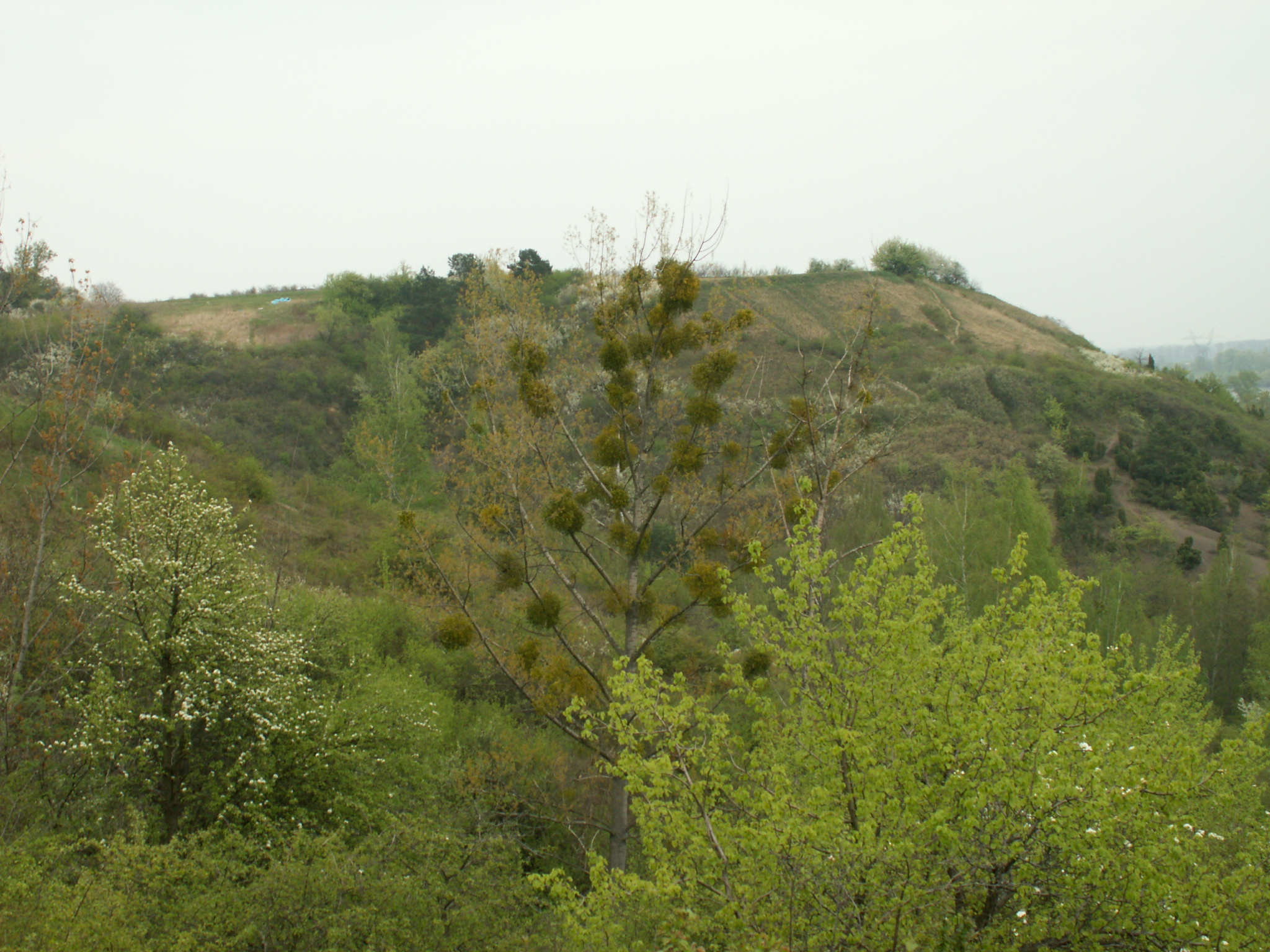
街の裏手にあるグリ・ピェプショーヴェ（胡椒山）